# Przenośna pamięć masowa

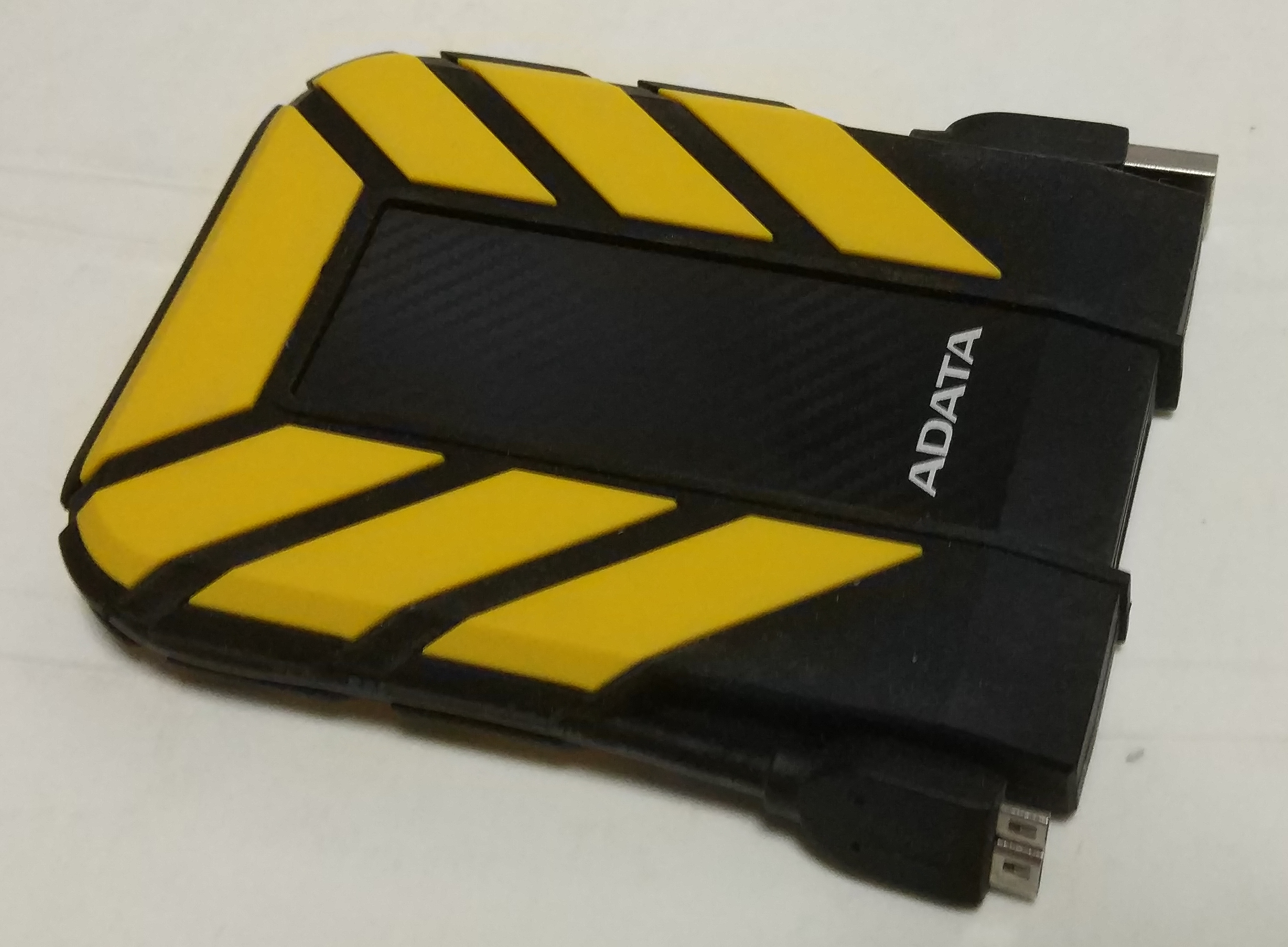
Przenośna pamięć masowa o pojemności 2TB

Przenośna pamięć masowa (ang. portable storage device, PSD) – niewielki dysk twardy przeznaczony do przechowywania różnego rodzaju danych cyfrowych. Różni się nieco od przenośnego odtwarzacza multimedialnego, na którym przechowuje się i odtwarza muzykę, a także filmy.
Urządzenia te mają wbudowaną pamięć flash lub dysk twardy dużej pojemności.
Podczas podróży przenośna pamięć masowa jest dobrą alternatywą dla tworzenia kopii zapasowej lub kasowania danych z karty pamięci w sytuacji, gdy nie istnieje możliwość pobrania danych przy użyciu komputera.

## Zdjęcia
Na urządzeniu przenośnej pamięci masowej można przechowywać m.in. zdjęcia cyfrowe przeniesione z cyfrowego aparatu fotograficznego.
Wiele tego typu urządzeń ma możliwość bezpośredniego połączenia z aparatem i kopiowania zdjęć. Możliwe jest również użycie wejścia na kartę pamięci, bądź skorzystanie z czytnika tego typu kart. Wcześniejsze modele pozwalają użytkownikowi na podgląd obrazów na wyświetlaczu.